# Who's the Boss (Nelly e St. Lunatics)
Who's the Boss è una compilation di Nelly & St. Lunatics, pubblicata nel 2006.

## Tracce
1. Intro
2. Gimme What U Got
3. Sticky Now
4. Ice-E
5. Joyous Occasion
6. Who's the Boss
7. Got Myself a Date
8. Check the Rhyme
9. Gimme What U Got (remix)
10. Tonight
11. Check the Rhyme (remix)